# Принцът на приливите
„Принцът на приливите“ (на английски: The Prince of Tides) е американски игрален филм (романтична драма) от 1991 година, базиран по едноименния роман на Пат Конрой през 1986 г., с участието на Барбра Страйсънд и Ник Нолти. Той разказва историята на борбата на разказвача да преодолее психологическите щети, причинени от нефункциониращото му детство в Южна Каролина. Страйсънд режисира и продуцира филма в допълнение към участието си в нея. Конрой и Беки Джонстън адаптират сценария.
Филмът е номиниран за 7 оскара, включително за най-добър филм.

## Сюжет
Том Уинго, учител и футболен треньор от Южна Каролина, е помолен от майка си Лайла да пътува до Ню Йорк, за да помогне на психиатъра на близначката си, Сюзън Лоуенстийн, след последния опит за самоубийство на сестра му Савана. Том мрази Ню Йорк, но неохотно приема, до голяма степен да се възползва от възможността да бъде сам и далеч от живота, който не го удовлетворява. По време на първоначалните си срещи с Лоуенстийн, Том не желае да разкрива много подробности за тайните на нефункциониращото семейство. В ретроспекции Том разказва за инциденти от детството си на Лоуенстийн с надеждата да открие как да спаси живота на Савана. Родителите на Уинго са обиден баща и прекалено горда, гладуваща майка. Бащата е оператор на лодка за скариди и въпреки успеха си в тази професия, той е изразходвал всичките си пари за безплодни бизнес преследвания, оставяйки семейството в бедност.
Том също е разкъсан от собствените си проблеми, но се крие зад онова, което нарича „южния път“; т.е. смях за всичко. Например, съпругата му Сали има афера и любовникът ѝ иска да се ожени за нея. Том и Лоуенстийн започват да се чувстват привлечени един към друг. След като Том открива, че е омъжена за известния цигулар Херберт Уудръф, Лоуенстийн представя Том на сина си Бърнард, който също се подготвя да стане музикант, но тайно иска да играе футбол. Том започва да тренира Бърнард заедно с присъстващите на сесии с Лоуенстийн, за да помогне на сестра му. Том открива, че Савана е в такова разединено състояние, че дори има друга идентичност, Рената Хелпърн. Както Хелпърн, тя пише книги, за да прикрие Савана в размирния си живот. Том се изправя срещу Лоуенстийн, защо тя не му е разкрила тази информация по-рано, по време на което тя хвърля речник по него. За да се извини, тя го моли да вечерят и връзката им става по-близка.
Том има съдбоносна среща с майка си и втория си баща, предизвиквайки болезнени спомени. Том разкрива, че когато е навършил 13 години, трима избягали затворници нахлули в дома му и изнасилили него, майка му и сестра му. По-големият му брат Люк убива двама от агресорите с пушка, докато майка му намушква третия с кухненски нож. Те погребват телата под къщата и никога повече не говорят за това. Том избухва в сълзи, след като пуска един ключов момент от тревожния живот на Савана.
След като открива, че Том тренира Бърнард, Хърбърт заповядва на Бърнард да спре футболните си занимания, да се върне към музикалните си уроци и да се подготви да замине за престижната музикална академия „Танглууд“. Том е поканен на вечеря в дома на Лоуенстийн заедно с поети и интелектуалци. Хърбърт е абсолютно груб и разкрива, че сестрата на Том е на терапия при съпругата му. Лоуенстийн изказва подозренията си за аферата на съпруга си. Том взима цигулката на Хърбърт, която е изключително скъпа, и заплашва да я изхвърли от високия балкон, освен ако Хърбърт не се извини. Том хвърля цигулката във въздуха, Хърбърт се извинява нервно и Том хваща цигулката, преди да падне.
Том прекарва романтичен уикенд с Лоусенщайн в къщата им извън града. Савана се възстановява и е освободена от болницата. Това възстановяване се дължи най-накрая на научаването за нещата, които е потискала от детството си, най-вече изнасилванията. Първият опит за самоубийство на 13 години, дни след изнасилванията и убийството на трите осъдени. След това Том получава обаждане от съпругата си, която най-накрая е решила, че го иска обратно. Той обича и Лоуенстийн и съпругата си, но казва на Лоуенстийн, че „е обичал жена си по-дълго, не повече“. Том приключва отношенията си с Лоуенстийн и се събира със съпругата и семейството си, но желае да се дадат два живота на всеки мъж и жена. Той е щастлив в подновения си живот, след като най-накрая е преработил травматичните събития в миналото си с помощта на Лоуенстийн. Том мисли за ежедневието си, когато стига до върха на моста при шофиране към вкъщи от работа. Нейното име идва като молитва, благословение.

## Актьорски състав
| Роля                     | Описание | Изпълнител | Български дублаж (Диема+, 2002 г.)                            | Български дублаж (Арс Диджитал Студио, 2008 г.)               |
| ------------------------ | --- | --- | ------------------------------------------------------------- | ------------------------------------------------------------- |
| Том Уинго                | Учител и треньор, главния герой във филма, брат на Люк и Сали, син на Хенри Уинго и Лайла Уинго Нюбъри, съпруг на Сали и баща на Луси, Дженифър и Чандлър | Ник Нолти (като възрастен) Джъстен Удс (6-годишен) Боби Фейн (10-годишен) Трей Йърууд (13-годишен)                    | Борис Чернев (възрастен глас) Силвия Лулчева (детски гласове) | Васил Бинев (възрастен глас) Елена Русалиева (детски гласове) |
| д-р Сюзън Лоуенстийн     | психиатърка от Ню Йорк, майка на Бърнард Удръф, съпруг на цигуларя Хърбърт Удръф, има връзка с Том                                                        | Барбра Страйсънд | Силвия Лулчева                                                | Елена Русалиева                                               |
| Сали Уинго               | съпруга на Том, майка на Луси, Дженифър и Чандлър | Блайт Данър (като възрастна) Тифани Джийн Дейвис (6-годишна) Нанси Мур Атчинсън (10-годишна) Кики Ръниан (13-годишна) | Даниела Йорданова                                             | Татяна Захова                                                 |
| Лайла Уинго Нюбъри       | майка на Том, Люк и Савана, бивша съпруга на Хенри Уинго, съпруга на Рийз Нюбъри                                                                          | Кейт Нелиган | Силвия Лулчева                                                | Татяна Захова                                                 |
| Савана Уинго             | сестра на Том и Люк, дъщеря на Хенри Уинго и Лайла Уинго Нюбъри, настанена в болница след опит за самоубийство                                            | Мелинда Дилън | Даниела Йорданова                                             | Татяна Захова                                                 |
| Хърбърт Удръф            | Цигулар, съпруг на Сюзън и баща на Бърнард | Йероен Крабе | Силви Стоицов                                                 | Борис Чернев                                                  |
| Еди Детревил             | съсед на Савана | Джордж Карлин | Силви Стоицов                                                 | Борис Чернев                                                  |
| Бернард Удръф            | син на Сюзън Лоуенстийн и Хърбърт Удръф | Джейсън Гулд | Николай Николов                                               | Борис Чернев                                                  |
| Хенри Уинго, баща на Том | баща на Том, Люк и Савана, бивш съпруг на Лайла | Брад Съливан | Николай Николов                                               | Борис Чернев                                                  |
| Рийз Нюбъри              | пастрок на Том, съпруг на Лайла Нюбъри | Боб Хана | Николай Николов                                               | Борис Чернев                                                  |
| Люк Уинго                | по-големият брат на Том и Савана, син на Лайла и Хенри Уинго                                                                                              | Грейсън Фрик (9-годишен) Райън Нюман (13-годишен) Крис Стейси (16-годишен)                                            | Даниела Йорданова                                             | Елена Русалиева                                               |

## Награди и номинации
| Награда                              | Категория                          | Номиниран(и)               | Резултат  |
| ------------------------------------ | ---------------------------------- | -------------------------- | --------- |
| Награди на филмовата академия на САЩ | Най-добър филм                     | Най-добър филм             | номинация |
| Награди на филмовата академия на САЩ | Най-добра мъжка роля               | Ник Нолти                  | номинация |
| Награди на филмовата академия на САЩ | Най-добра поддържаща женска роля   | Кейт Нелиган               | номинация |
| Награди на филмовата академия на САЩ | Най-добър адаптиран сценарий       | Беки Джонстън и Пат Конрой | номинация |
| Награди на филмовата академия на САЩ | Най-добри декори                   | Пол Силбърт и Карил Хелър  | номинация |
| Награди на филмовата академия на САЩ | Най-добра кинематография           | Стивън Голдблат            | номинация |
| Награди на филмовата академия на САЩ | Най-добра оригинална музика        | Джеймс Нютън Хауърд        | номинация |
| Златен глобус                        | Най-добър актьор в драматичен филм | Ник Нолти                  | награда   |
| Златен глобус                        | Най-добър режисьор                 | Барбра Страйсънд           | номинация |
| Златен глобус                        | Най-добър филм - драма             |                            | номинация |

## Саундтрак
Стрейзънд първоначално е наел английския композитор Джон Бари да напише музика за филма, но в крайна сметка Бари е напуснал поради творчески различия. В интервю за конференцията на 7 март 1996 г. Бари обяснява изхода от филма, като казва: Бях помолен от Барбара Стрейзанд да направи „Принцът на приливите“ - живея в Ню Йорк, а тя живее в Лос Анджелис - и отидох и се срещнах с нея, тя ми показа няколко кадъра и тя каза: „Защо не се преместиш в Лос Анджелис?“ и аз казах: „Абсолютно не“. И тя каза: „Е, обичам да знам какво става“ - Барабра е екстремен случай, между другото - и аз казах: „Дори ако се преместих в Лос Анджелис, нямам желание да се срещам с вас, щом знам това, което ще направя, не мога да работя с някого по рамото ми, абсолютно никакъв начин“. По-късно Бари повтори заглавието си за Принцът на приливите - "Moviola" и беше пуснат филмов албум през 1992 г. със същото име. Темата се появява и в оценката на Бари за 1995 г. за филма 3D IMAX Across the Sea of Time, озаглавен „Полет над Ню Йорк“.
Последният филмова музика е съставена от Джеймс Нютън Хауърд и издадена на 12 ноември 1991 г. Той беше добре приет от критиците и събра Хауърд първата си номинация за Оскар за най-добър оригинална музика, въпреки че загуби от музиката на Алън Менкен за "Красавицата и звярът". Саундтракът съдържа две песни от Стрейзънд, въпреки че не са се появили във филма (една от тези песни „Място, което ти принадлежи“ (Places That Belongs To You), е била предназначена за крайните надписи на филма, но е заменена с нова музика от Хауърд в издадената версия). Филмът включва и песни и музика, които не се показват на саундтрака.

## Български дублажи
| Озвучаващи артисти | Силвия Лулчева Даниела Йорданова Борис Чернев Силви Стоицов Николай Николов |
| Преводач           | Златина Тенева                                                              |
| Тонрежисьор        | Димитър Кръстев                                                             |

| Преводач            | Николай Борисов                                        |
| Тонрежисьор         | Велислав Панков                                        |
| Режисьор на дублажа | Екатерина Късметлийска                                 |
| Озвучаващи артисти  | Елена Русалиева Татяна Захова Васил Бинев Борис Чернев |